# Le Sang à la tête
Le Sang à la tête is een Franse film van Gilles Grangier die uitgebracht werd in 1956.
Het scenario is gebaseerd op de roman Le Fils Cardinaud (1942) van Georges Simenon.

## Verhaal
Dertig jaar geleden begon François Cardinaud als eenvoudige dokwerker in de haven van La Rochelle. Mits jarenlang keihard werken heeft hij zich opgewerkt tot een achtenswaardige burger die de belangrijkste en rijkste reder en groothandelaar in vis van de stad geworden is.   
Op een zondag, na de hoogmis, keert hij met zijn zoon terug naar huis. Als hij naar zijn vrouw vraagt antwoordt de huishoudster dat ze niet thuisgekomen is na de vroegmis. Ongerust verlaat hij voortijdig de tafel en gaat hij haar zoeken bij haar en zijn ouders, maar ze is er niet. Vervolgens onderneemt hij een zoektocht die hem bij zijn vennoten, in het treinstation, bij de politie en in drankgelegenheden brengt, allemaal tevergeefs. 
Her en der voelt François dat men zich verkneukelt in de verdwijning van zijn vrouw. Sommigen zijn heel nieuwsgierig, de visverkoopster Titine noemt hem langs haar neus weg 'cocu'. De gouvernante van zijn kinderen legt hem uit dat hij in La Rochelle niet alleen gerespecteerd wordt maar ook gevreesd, benijd en gehaat. Cardinaud besluit te antwoorden dat zijn vrouw bij haar meter verblijft.
Ondertussen wordt zijn vrouw Marthe ergens in een hotelkamer wakker in de armen van een zekere Mimile, een jeugdliefde van haar. Mimile, een nietsnut en de zoon van Titine, is na een afwezigheid van tien jaar weer opgedoken in de stad. Het is vrachtschipkapitein Drouin die François weet te vertellen dat Marthe in het gezelschap van Mimile is en dat heel La Rochelle daarvan op de hoogte is.

## Rolverdeling
| Acteur           | Personage                                                        |
| ---------------- | ---------------------------------------------------------------- |
| Jean Gabin       | François Cardinaud, de reder                                     |
| Renée Faure      | Mademoiselle, de gouvernante                                     |
| Paul Frankeur    | Drouin, de kapitein van het vrachtschip                          |
| Monique Mélinand | Marthe Cardinaud, de vrouw van François                          |
| Georgette Anys   | Titine Babin, de visverkoopster                                  |
| José Quaglio     | Mimile Babin, de zoon van Titine                                 |
| Claude Sylvain   | Raymonde Babin, de dochter van Titine                            |
| Paul Faivre      | de vader van François                                            |
| Henri Crémieux   | Hubert Mandine, een van de twee vennoten van François            |
| Léonce Corne     | Charles Mandine, Huberts broer en de andere vennoot van François |
| Paul Azaïs       | Alphonse, de patroon van de 'Bar des Charentes'                  |
| Odette Florelle  | Sidonie Vauquier, de moeder van Marthe                           |
| Rivers Cadet     | de patroon van 'Robinson'                                        |
| Marcel Pérès     | Thévenot, een zeeman op een van Cardinauds boten                 |
| Jacques Marin    | de politieagent                                                  |